# Arend d'Angremond
Arend d'Angremond (Delft, 7 november 1834 – 8 januari 1903) was een Nederlands bankdirecteur en politicus. 
Hij werd geboren als zoon van Hermanus d'Angremond (1802-1863, sergeant bij de artillerie) en Maria Schilperoort (1806-1878). Rond 1867 werd hij hoofdagent bij de Afrikaansche Handelsvereeniging wat hij tot 1874 zou blijven. Daarnaast was hij consul voor Nederland in Portugees Afrika. Vervolgens vestigde hij zich in Leiden waar hij een eigen handelsonderneming had. 
In 1879 vertrok D'Angremond naar Suriname waar hij C. Busken Huet opvolgde als directeur-voorzitter van de Surinaamsche Bank in Paramaribo. Daarnaast was hij actief in de politiek. In 1880 werd hij bij tussentijdse verkiezingen verkozen tot lid van de Koloniale Staten.
Twee jaar later aanvaardde D'Angremond een functie bij de hoofddirectie van die bank in Amsterdam en vanaf 1885 was hij hoofddirecteur van die bank. Hij zou die functie blijven vervullen tot hij in 1903 op 68-jarige leeftijd overleed.
Zijn jongere broer Hendrikus d'Angremond is eveneens directeur geweest bij de Surinaamsche Bank en was ook Statenlid.